# Wspólnota administracyjna Furtwangen
Wspólnota administracyjna Furtwangen – wspólnota administracyjna (niem. Vereinbarte Verwaltungsgemeinschaft) w Niemczech, w kraju związkowym Badenia-Wirtembergia, w rejencji Fryburg, w regionie Schwarzwald-Baar-Heuberg, w powiecie Schwarzwald-Baar. Siedziba wspólnoty znajduje się w mieście Furtwangen im Schwarzwald, przewodniczącym jej jest Richard Krieg.
Wspólnota administracyjna zrzesza jedno miasto i jedną gminę wiejską:
- Furtwangen im Schwarzwald, miasto, 9 249 mieszkańców, 82,57 km²
- Gütenbach, 1 193 mieszkańców, 18,49 km²